# Johann Baptista Bavier
Johann Baptista Bavier o Johann Baptist Bavier (Coira, 3 settembre 1795 – Zurigo, 19 settembre 1856) è stato un banchiere e politico svizzero.

## Biografia
Figlio di Simeon Bavier, commerciante e maestro di corporazione, e di Margaretha Dalp. Frequentò la scuola commerciale di Altstätten e la scuola cantonale di Aarau. Formatosi nel ramo commerciale in Svizzera e all'estero, dal 1825 diresse la Banca Bavier a Coira. Sposò Katharina Roffler, figlia di Valentin Roffler, Landamano della Lega delle Dieci Giurisdizioni, di Fideris.
Dopo il 1819 occupò molte cariche in organi cittadini: fu a diverse riprese deputato al Gran Consiglio grigione tra il 1826 e il 1847, divenendone presidente nel 1838-1839, membro della Commissione di Stato nel 1832 e nel 1846, inviato alla Dieta federale nel 1830 e nel 1835 e, in qualità di presidente della Lega Caddea, membro del Piccolo Consiglio nel 1838-1839. Dal 1848 al 1856 fu deputato al Consiglio nazionale quale rappresentante dei liberali moderati: si occupò specialmente di finanze e trasporti, anche in quanto esponente di una delle più affermate famiglie di spedizionieri dei Grigioni.